# 辛島町
辛島町（からしまちょう）は、熊本県熊本市中央区の町名。2024年3月1日現在の人口は448人。郵便番号860-0804。

## 地理
熊本市の中心部に位置する。北で桜町・花畑町、東で新市街。南東の道路上の一点で紺屋今町、南で練兵町、西で船場町下と隣接する。東西に細長い町域を持つ。東端に辛島公園があり、市民の憩いの場ともなっている。

## 歴史

### 地名の由来
熊本市電を開通させるとき、辛島町や桜町などの一帯にあった軍の駐屯地が大きな障害となっていた。これを移転させ、市電開通に大きく貢献した当時の熊本市長、辛島格の名をとってつけられた。

## 交通

### 鉄道
- 熊本市電辛島町停留場・西辛島町停留場

### バス
- 熊本都市バス - 辛島町バス停
- 熊本バス - 新市街バス停（旧・熊本バス本社前バス停）

## 施設
- 辛島公園